# Miloš Dobrijević
Miloš Dobrijević (in serbo Милош Добријевић?; Belgrado, 3 aprile 1980) è un ex calciatore serbo, di ruolo difensore o centrocampista.

## Caratteristiche tecniche
Giocatore di fascia destra utilizzabile in difesa o a centrocampo.

## Carriera
Esordisce nello Zemun, giocando nella prima divisione serba. Nel 1999, si trasferisce al Bastia, in Première Division. Fa ritorno allo Zemun per due stagioni prima di trasferirsi in Italia per giocare con la Salernitana in Serie B. Continua la sua carriera con Massese, Pisa e Poggibonsi.
Nel 2009, Dobrijević passa al calcio a 7, vestendo la casacca dell'Audace/Bollicine nel Torneo Città di Trieste, organizzato dall'ASI.

## Palmarès

### Club

#### Competizioni nazionali
- Serie C2: 1

Massese: 2004-2005 (Girone B)